# Stoby landskommun
Stoby landskommun var en tidigare kommun i dåvarande Kristianstads län.

## Administrativ historik
Då de svenska kommunalförordningarna började gälla år 1863 inrättade i Stoby socken denna landskommun. I kommunen inrättades 22 januari 1887 Hässleholms municipalsamhälle. Detta med kringliggande område bröts ut ur kommunen 1901 och bildade en del av Hässleholms köping.
Vid 1952 års kommunreform lades Stoby samman med de tidigare kommunerna Norra Sandby och Ignaberga.
År 1971 gick dess område upp i nybildade Hässleholms kommun.
Kommunkoden var 1131

### Kyrklig tillhörighet
I kyrkligt hänseende tillhörde kommunen Stoby församling. Den 1 januari 1952 tillkom Ignaberga församling och Norra Sandby församling.

## Geografi
Stoby landskommun omfattade den 1 januari 1952 en areal av 135,44 km², varav 132,01 km² land.

### Tätorter i kommunen 1960
| Tätort              | Folkmängd |
| ------------------- | --------- |
| Ballingslöv         | 358       |
| Hässleholm, del ava | 306       |

Tätortsgraden i kommunen var den 1 november 1960 21,0 procent. Orten Stoby blev tätort 1965.

## Politik

### Mandatfördelning i valen 1938-1966
| 13 | 12 |

| 24 |

| 6 | 14 |

| 20 |

| 7 | 13 |

| 20 |

| 10 | 14 | 7 | 4 |

| 32 |

| 12 | 12 | 6 | 5 |

| 32 |

| 9 | 14 | 4 | 8 |

| 31 |

| 12 | 15 | 4 | 4 |

| 33 |

| 11 | 14 | 6 | 4 |

| 32 |